# Едигер (тайбугинский мурза)

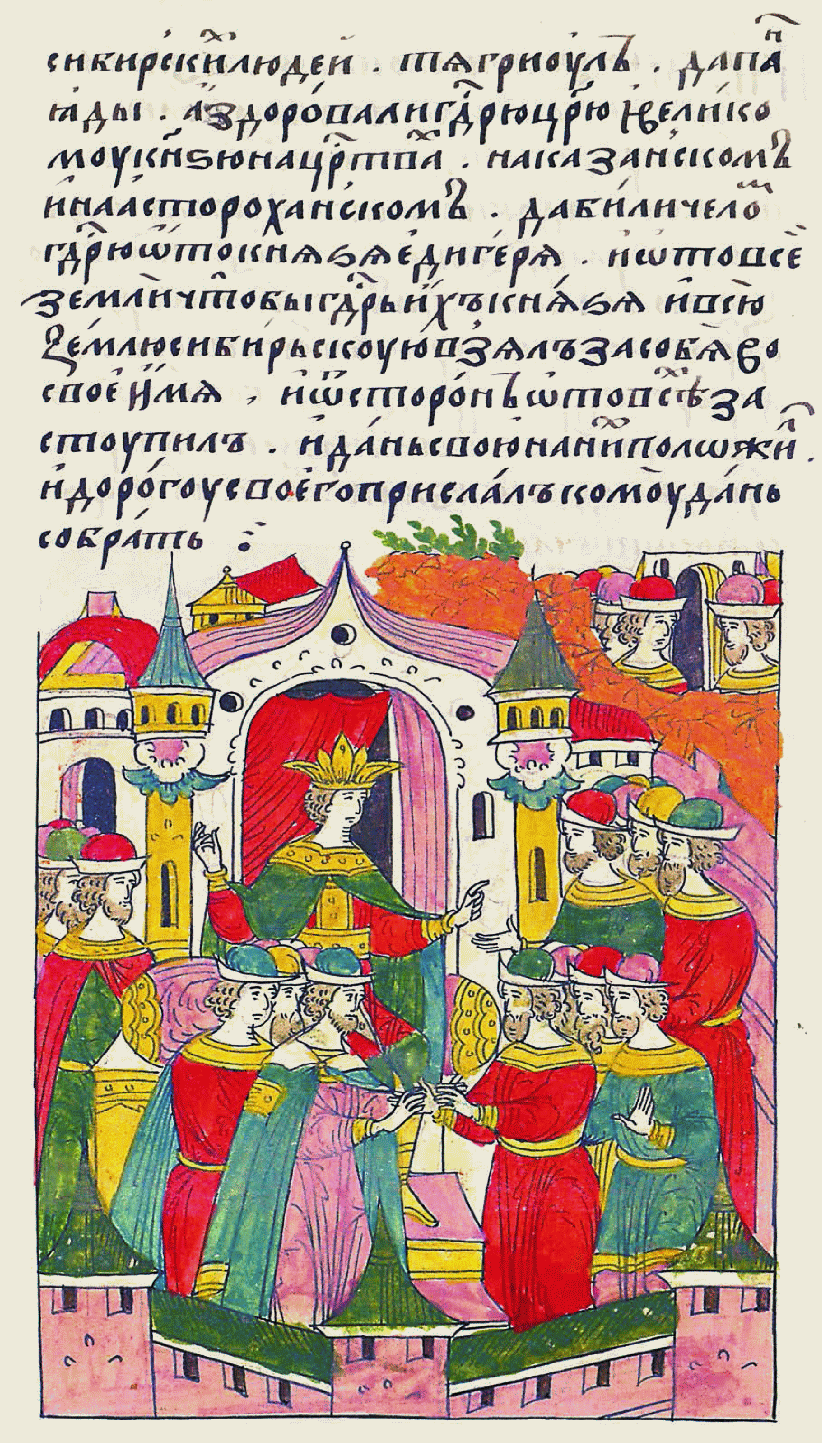
Лицевой летописный свод: «[О сибирских послах. В том же году в январе пришли послы к царю и великому князю из Сибири от Сибирского князя Едигеря и от всей земли] сибирских людей, Тягриул да Панъяды: а поздравляли государя царя и великого князя на царствах, на Казанском и на Астраханском; да били челом государю от князя Едигера и от всей земли, чтобы государь их князя и всю землю Сибирскую взял за себя в своё имя, и со всех сторон от врагов защитил, и дань свою на них возложил, и дорогу своего прислал, которому дань собрать».

Едигер (Ядкар, Жадигер) (ум. 1563, Кашлык) — тайбугинский мурза Сибири, правитель Сибирского ханства в 1530—1563 гг.

## Правление

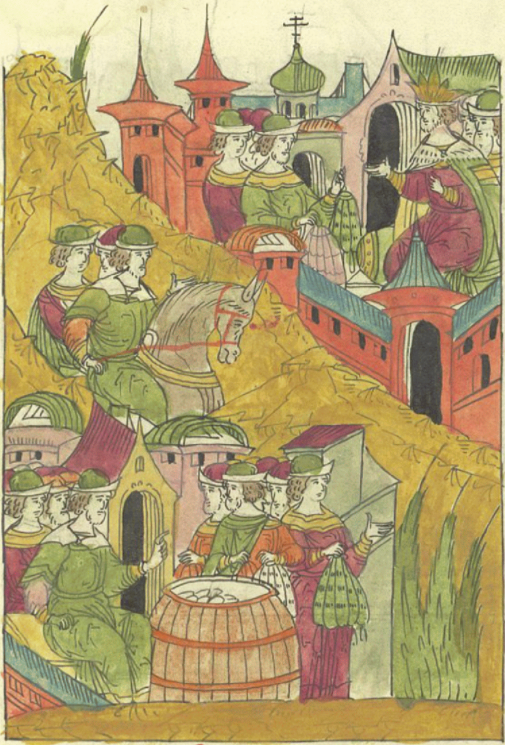
Князь Едигер посылает Сабана Ризанова к Ивану IV (нижний ряд)

Едигер был сыном хана Касыма, и после его смерти вместе с братом Бекбулатом стал править ханством. Ко времени начала правления Едигера в татарском мире произошли крупные события. В 1552 году русские войска взяли штурмом Казань и начали продвижение к Уралу. Вскоре была покорена Астрахань. В это же время Едигер вёл кровопролитную войну с ханом Кучумом, внуком Шибанидского правителя Сибири Ибаком. Кучум с войском вторгся в пределы Сибири, приведя с собой, помимо прочих, узбекские, ногайские и башкирские отряды. 
Не имея возможности получить помощь из Казани и Крыма, Едигер решил пойти на соглашение с Русским царством, согласно которому хан признавал свою зависимость от русского царя и обещал исправно платить дань. Когда хан Большой Ногайской орды Измаил покорился Москве, Едигер, отбросив раздумья, последовал его примеру.
В январе 1555 года Едигер отправил послов Тягрула и Панчяды к Ивану IV из Сибири с просьбой «прибрать Сибирь к рукам», обещая исправно платить дань царю. Послы поздравили царя со взятием Казани и Астрахани, а также от имени Едигера клялись ежегодно платить по 1 собольей и беличьей шкуре с каждого "черного" человека (простолюдина), уверяя, что в Сибири проживало 30 700 взрослых мужчин. Царь согласился принять Сибирь «под свою руку», и послал в Сибирь посла и сборщика дани дворянина Дмитрия Непейцына Курова. Дань царю, однако, повёз не «даруга» (сборщик дани) Непейцын, а мурза Баянда. Едигер прислал 700 собольих шкурок — в несколько раз меньше установленного размера дани. Хан оправдывался тем, что из-за кровопролитной войны с шибанским царевичем Кучумом потерял множество людей пленными, вследствие чего не смог собрать нужное количество шкурок. Непейцын, тем временем, уверял царя в том, что хан мог бы собрать всю дань, если бы пожелал. Царь разгневался и бросил Баянду в тюрьму.
Иван IV послал к хану татарских мурз Даулетходжу и Сабана с приказом довести дело до конца. Едигер, пристально следивший за политической ситуацией в регионе, узнал, что ногайский хан Исмаил вторично присягнул на верность царю. В сентябре 1557 года Едигер послал в Москву шертную грамоту с заверениями в верности царю, а вместе с ней 1169 собольих шкурок (1000 шкурок в качестве дани, 100 шкурок сборщику и 69 в качестве замены беличьих) С. М. Соловьёв отмечает другую цифру — 1106 шкурок. Иван IV отпустил Баянду, приставив к нему двух татарских вельмож — сборщиков дани. Было заключено новое соглашение, согласно которому размер дани устанавливался в 1000 шкурок. Хан подтвердил обязательство выплачивать дань ежегодно в полном размере.
Едигер полагал, что царь поможет ему в борьбе с его противниками. Однако Сибирское ханство было удалено от Русского царства, а царь был заинтересован лишь в своевременной отправке дани. Едигер хорошо понимал всю шаткость своего положения. Одному из русских послов хан говорил такие слова: «Теперь собираю дань, к господарю вашему послов отправлю; теперь у меня война с козацким царем; одолеет меня царь козацкий, сядет на Сибири, но и он господарю дань станет же давать».
Тем временем войска Кучума вторглись в ханство, дань царю поступать перестала. В 1563 году Кучум захватил власть в ханстве. Едигер и его брат были казнены. С гибелью Едигера закончилось правление тайбугинской династии в Сибирском ханстве.